# Orobó
Orobó est une municipalité brésilienne située dans l'État du Pernambouc.